# Apanthuroides millae
Apanthuroides millae är en kräftdjursart som beskrevs av Menzies och Peter W. Glynn 1968. Apanthuroides millae ingår i släktet Apanthuroides och familjen Anthuridae. Inga underarter finns listade i Catalogue of Life.